# Pseudonautia beckeri
Pseudonautia beckeri är en insektsart som beskrevs av Marius Descamps 1978. Pseudonautia beckeri ingår i släktet Pseudonautia och familjen Romaleidae. Inga underarter finns listade i Catalogue of Life.